# Christ König (Paola)

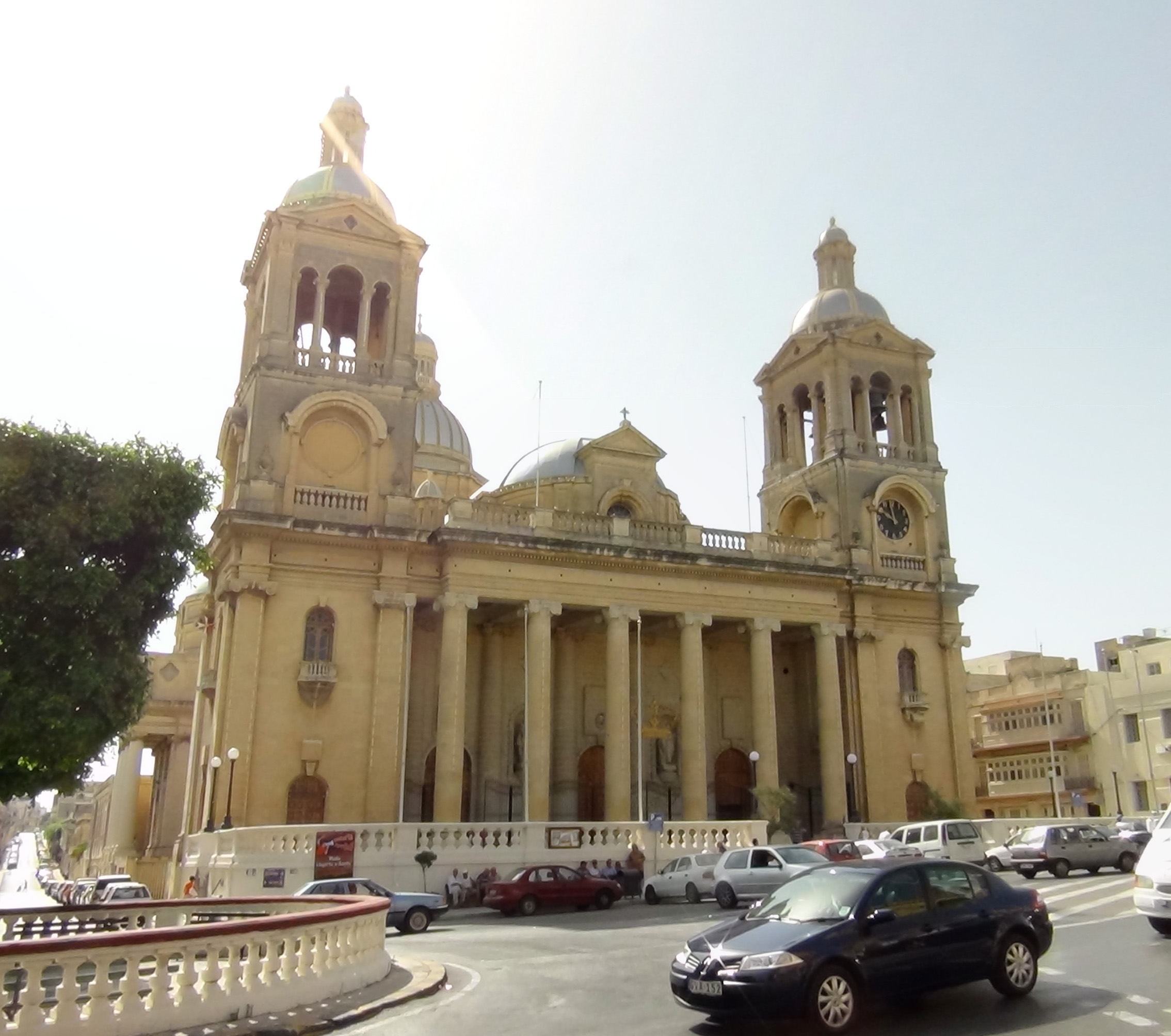
Basilika Christus König

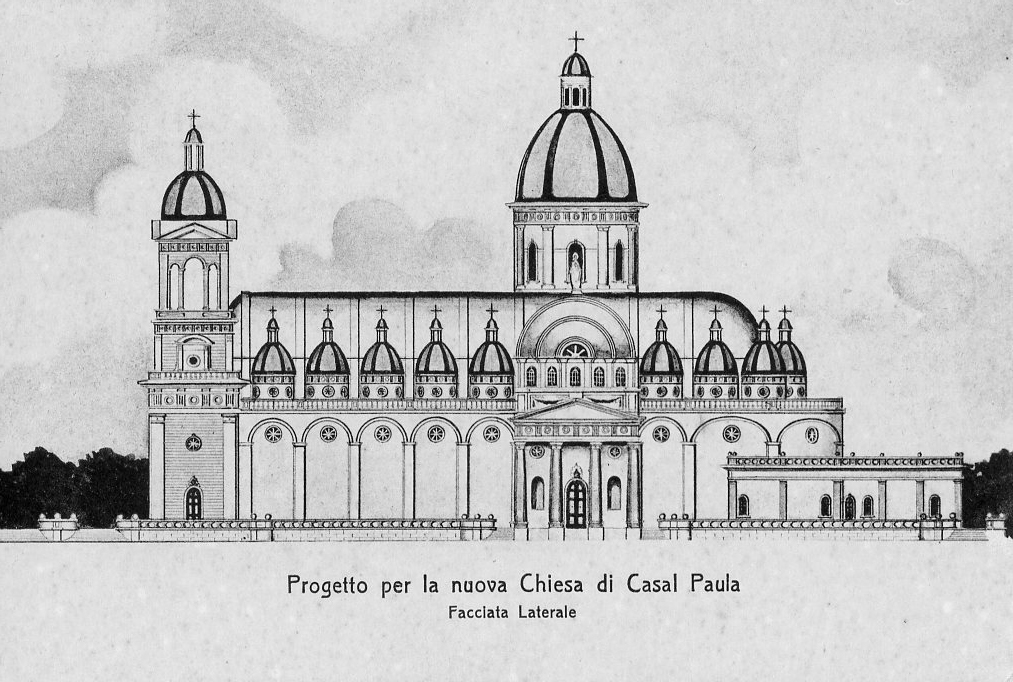
Seitenaufriss

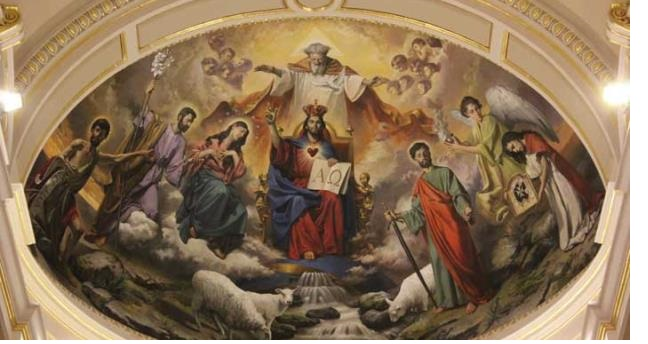
Fresko Christuskönig als Darstellung der pilgernden Kirche

Christ König (maltesisch Knisja Parrokkjali ta’ Kristu Re, englisch Parish Church of Christ the King) ist eine römisch-katholische Kirche in Paola auf der maltesischen Insel Malta. Die Pfarrkirche des Erzbistums Malta trägt den Titel einer Basilica minor. Die größte Kirche Maltas wurde im 20. Jahrhundert in neoklassizistischen Formen errichtet. Sie ist im National Inventory of Cultural Property of the Maltese Islands unter der Nummer 640 eingetragen.

## Geschichte
Die Pfarrei in Paola, auf Maltesisch Raħal Ġdid für „neue Stadt“, wurde 1910 von Erzbischof Pietro Pace gegründet. Als Pfarrkirche wurde die Kirche St. Ubaldesca aus dem 17. Jahrhundert gewählt. Im Jahre 1924 wurde der Grundstein für den Bau einer größeren Kirche gelegt und mit dem Bau begonnen. Die Kirche wurde ab 1936 als Pfarrkirche genutzt und 1959 fertiggestellt. Die Kirchweihe erfolgte am 3. Juni 1967 durch Erzbischof Michael Gonzi mit der Widmung an Christus König. Am 5. April 2020 wurde die Kirche durch Papst Franziskus in den Rang einer Basilica minor erhoben.

## Architektur
Die Kirche wurde nach Plänen von Ġużè Damato als dreischiffige Basilika mit Querschiff und Vierungskuppel errichtet. Die Seitenschiffe sind mit runden Säulen von dem höheren Mittelschiff mit seinem Tonnengewölbe abgeteilt und werden hinter dem Querschiff als Chorumgang weitergeführt. Es wurden Formen des Klassizismus verwendet. Zwischen den seitlich stehenden Türmen der Doppelturmfassade führt ein hoher Portikus mit sechs Säulen zu den drei Eingangstüren. Die mit dem Werkstoff Stahlbeton ausgeführte Kirche hat eine Länge von 90 Metern.